# جانيت يندستروم
جانيت يندستروم (بالسويدية: Jeanette Lindström)‏ هي مغنية مؤلفة وملحنة وشاعرة سويدية، ولدت في 1971.

## وصلات خارجية
- جانيت يندستروم على موقع ميوزك برينز (الإنجليزية)
- جانيت يندستروم على موقع ديسكوغز (الإنجليزية)